# Celonites rudesculptus
Celonites rudesculptus är en stekelart som beskrevs av Kostylev 1935. Celonites rudesculptus ingår i släktet Celonites och familjen Masaridae. Inga underarter finns listade.